# 가쓰타 기요타카
가쓰타 기요타카(勝田清孝, 1948년 8월 29일 - 2000년 11월 30일)는 일본의 연쇄 살인자이다. 옥중에서 성을 후지와라(藤原)로 바꿨다.
가쓰타는 일본 경찰청광역중요지정사건(ja) 제113호로 지정된 연쇄 살인 및 절도 사건의 범인으로, 1972년부터 1982년에 이르는 기간 동안 수차례의 범행을 저질렀다. 가쓰타가 살해한 인원은 22명으로 추정되나 경찰에서는 8명만을 가지고 가쓰타를 기소했다.
가쓰타는 1982년 10월 27일에 한 경찰관을 습격하고 총을 빼앗아 달아났다. 이후 31일에 절도를 시도하다가 발각되어 총으로 발견자를 쏘아죽이고 달아났고, 이를 계기로 가쓰타의 범행은 광역중요지정사건으로 지정되기에 이르렀다. 가쓰타가 체포된 것은 이듬해인 1983년 1월 31일의 일로, 가쓰타는 다른 사람을 총으로 위협하다가 붙잡혔다.
1994년 1월 17일, 대법원에서 사형이 확정되었고 2000년 11월 30일에 나고야 구치소에서 사형이 집행되었다.

## 같이 보기
- 나가야마 노리오
- 글리코·모리나가 사건
- 미야자키 쓰토무

## 참고
1. ↑  “Serial killer, two other murderers hanged” (영어). Japan Times. 2000년 12월 1일. 2012년 7월 13일에 원본 문서에서 보존된 문서. 2008년 3월 1일에 확인함.